# Daily Dispatch

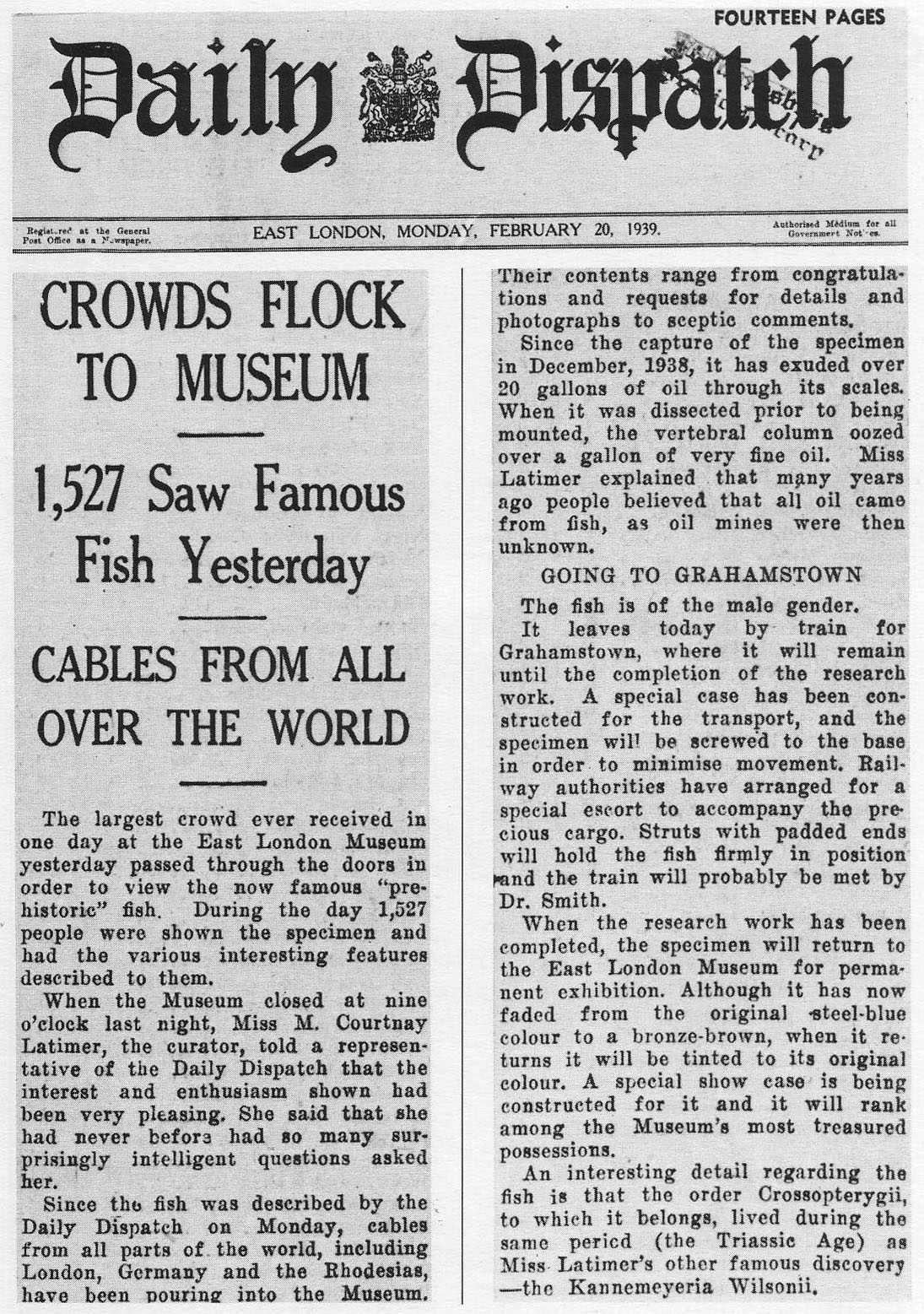
Daily Dispatch, première page du 20 février 1939

Daily Dispatch est un quotidien progressiste d'Afrique du Sud, publié en langue anglaise à East London dans la province du Cap-Oriental. Son édition dispose d'un supplément en langue xhosa. 
Diffusé à 34 000 exemplaires, il dispose d'un lectorat régulier de 226 000 personnes.
Fondé en 1898, le Dispatch fut dirigé de 1965 à 1977 par Donald Woods. Durant ces 12 années, il transforme le Dispatch en tribune contre la politique d'apartheid menée par le parti national au pouvoir. Il fut le premier grand quotidien blanc à réclamer la libération de Nelson Mandela du pénitencier de Robben Island et également le premier quotidien où la rédaction et les articles furent racialement intégrés. Bien qu'hostile également à l'exclusivité raciale prônée par des mouvements comme la Conscience noire, le journal publie les opinions de militants noirs anti-apartheid comme Steve Biko. Durant cette époque, Donald Woods fut poursuivie à sept reprises pour avoir violé les lois de l'apartheid en matière de presse et à chaque fois relaxé. Par 8 fois, Woods poursuivit de son côté l'état sud-africain qu'il fit condamner pour diffamation après avoir été accusé de déloyauté ou désigné comme ennemi de l'Afrique du Sud par des hautes personnalités du gouvernement. 
En 1977, le Daily Dispatch est le journal le plus vendu de la région du Cap-Oriental. Après avoir révélé dans son journal les conditions de la mort de Steve Biko, et après avoir mis en cause la responsabilité des forces de sécurité dans son décès, Donald Woods fut la cible d'une mesure de bannissement de la part du gouvernement et contraint de s'exiler en Angleterre. 
Le Daily Dispatch est de nos jours un titre du groupe de presse Johnnic Communications. 